# واحد سیار
واحد سیار (دانمارکی: Rejseholdet) که در سایر کشورها با نام واحد ۱ (انگلیسی: Unit One) منتشر شد، یک مجموعه تلویزیونی جنایی دانمارکی است که مابین سال‌های ۲۰۰۰ تا ۲۰۰۴ میلادی، در ۳۲ قسمت از شبکهٔ تلویزیونی دی‌ار ۱ پخش شد.

## بازیگران
- شِـرلوته فیک
- مس میکلسن
- لارس بریگمن
- واگه سانو
- اریک ودرسو
- ترینه پالسن
- لارس بوم
- میکئل فالک
- لیسبت لونکوئیست
- بندیکته هنسن
- توره لینهارت
- توربن سلر
- دیک کایسو
- پیتر میوگین